# Liga Premier de Azerbaiyán 2025-26
La Liga Premier de Azerbaiyán 2025-26 es la 34.ª temporada de la Premier League de Azerbaiyán. La temporada comenzó el 15 de agosto de 2025 y finalizará en mayo de 2025.
El Qarabağ es el defensor del título tras conquistar su liga número 12 en la temporada anterior.

## Formato
Los doce equipos participantes jugarán entre sí todos contra todos tees veces totalizando 33 partidos cada uno, al término de la fecha 33 el primer clasificado obtendrá un cupo para la primera ronda de la Liga de Campeones de la UEFA 2026-27, mientras que el segundo y tercer clasificado conseguirán un cupo para la segunda ronda de la Liga Conferencia de la UEFA 2026-27.
Un tercer cupo para la primera ronda de la Liga Europa de la UEFA 2026-27 será asignado al campeón de la Copa de Azerbaiyán.

## Equipos participantes
| Equipo        | Ciudad     | Estadio                               | Capacidad |
| ------------- | ---------- | ------------------------------------- | --------- |
| Araz-Naxçıvan | Najicheván | Dalga Arena                           | 6500      |
| Araz Imisli   | İmişli     | Heydar Aliyev Stadium                 | 8500      |
| Karvan        | Yevlax     | Yevlax şəhər stadionu                 | 5000      |
| Käpäz         | Ganja      | Ganja City                            | 26 120    |
| Neftchi Bakú  | Bakú       | Bakcell Arena                         | 11 000    |
| Qäbälä        | Qäbälä     | Estadio ciudad de Gabala              | 4000      |
| Qarabağ       | Ağdam      | Estadio Tofiq Bəhramov                | 31 200    |
| Sabah         | Absherón   | Bank Respublika Arena                 | 13 000    |
| Shamakhi      | Shamaji    | Shamakhi City Stadium                 | 2200      |
| Sumgayit      | Sumqayit   | Mehdi Huseynzade Sumgait City Stadium | 8700      |
| Turan Tovuz   | Tovuz      | Tovuz City                            | 6500      |
| Zira          | Bakú       | Zira Olympic Sport Complex            | 1500      |

## Clasificación
| Pos. | Equipo        | Pts. | PJ | G | E | P | GF | GC | Dif. | Clasificación 2026-27              |
| ---- | ------------- | ---- | -- | - | - | - | -- | -- | ---- | ---------------------------------- |
| 1    | Sumgayit      | 3    | 1  | 1 | 0 | 0 | 3  | 0  | +3   | Primera ronda de Liga de Campeones |
| 2    | Turan Tovuz   | 3    | 1  | 1 | 0 | 0 | 1  | 0  | +1   | Segunda ronda de Liga Conferencia  |
| 3    | Araz-Naxçıvan | 1    | 1  | 0 | 1 | 0 | 1  | 1  | 0    | Segunda ronda de Liga Conferencia  |
| 4    | Karvan        | 1    | 1  | 0 | 1 | 0 | 1  | 1  | 0    |                                    |
| 5    | Neftchi Bakú  | 1    | 1  | 0 | 1 | 0 | 1  | 1  | 0    |                                    |
| 6    | Qäbälä        | 1    | 1  | 0 | 1 | 0 | 1  | 1  | 0    |                                    |
| 7    | Shamakhi      | 1    | 1  | 0 | 1 | 0 | 1  | 1  | 0    |                                    |
| 8    | Zira          | 1    | 1  | 0 | 1 | 0 | 1  | 1  | 0    |                                    |
| 9    | Qarabağ       | 0    | 0  | 0 | 0 | 0 | 0  | 0  | 0    |                                    |
| 10   | Sabah         | 0    | 0  | 0 | 0 | 0 | 0  | 0  | 0    |                                    |
| 11   | Araz Imisli   | 0    | 1  | 0 | 0 | 1 | 0  | 1  | −1   | Promoción de categoría             |
| 12   | Käpäz         | 0    | 1  | 0 | 0 | 1 | 0  | 3  | −3   | Descenso a Primera División        |

Actualizado a los partidos jugados el 19 de agosto de 2025.
 Fuente: Soccerway
Criterios de clasificación: Puntos · Enfrentamietos directos · Diferencia de goles directa · Goles directo · Goles directos de visita · Diferencia de gol · Goles a favor

## Resultados
Los clubes juegan entre sí en tres ocasiones para un total de 33 partidos cada uno.
| Local \ Visitante | ARZ | IMI | KAP | KAR | NEF | QAB | QAR | SAB | SHA | SUM | TUR | ZIR |
| ----------------- | --- | --- | --- | --- | --- | --- | --- | --- | --- | --- | --- | --- |
| Araz-Naxçıvan     | —   |     |     |     |     |     |     |     |     |     |     |     |
| Araz Imisli       |     | —   |     |     |     |     |     |     |     |     | 0–1 |     |
| Käpäz             |     |     | —   |     |     |     |     |     |     |     |     |     |
| Karvan            |     |     |     | —   |     | 1–1 |     |     |     |     |     |     |
| Neftchi Bakú      |     |     |     |     | —   |     |     |     | 1–1 |     |     |     |
| Qäbälä            |     |     |     |     |     | —   |     |     |     |     |     |     |
| Qarabağ           |     |     |     |     |     |     | —   |     |     |     |     |     |
| Sabah             |     |     |     |     |     |     | Apl | —   |     |     |     |     |
| Shamakhi          |     |     |     |     |     |     |     |     | —   |     |     |     |
| Sumgayit          |     |     | 3–0 |     |     |     |     |     |     | —   |     |     |
| Turan Tovuz       |     |     |     |     |     |     |     |     |     |     | —   |     |
| Zira              | 1–1 |     |     |     |     |     |     |     |     |     |     | —   |

| Local \ Visitante | ARZ | IMI | KAP | KAR | NEF | QAB | QAR | SAB | SHA | SUM | TUR | ZIR |
| ----------------- | --- | --- | --- | --- | --- | --- | --- | --- | --- | --- | --- | --- |
| Araz-Naxçıvan     | —   |     |     |     |     |     |     |     |     |     |     |     |
| Araz Imisli       |     | —   |     |     |     |     |     |     |     |     |     |     |
| Käpäz             |     |     | —   |     |     |     |     |     |     |     |     |     |
| Karvan            |     |     |     | —   |     |     |     |     |     |     |     |     |
| Neftchi Bakú      |     |     |     |     | —   |     |     |     |     |     |     |     |
| Qäbälä            |     |     |     |     |     | —   |     |     |     |     |     |     |
| Qarabağ           |     |     |     |     |     |     | —   |     |     |     |     |     |
| Sabah             |     |     |     |     |     |     |     | —   |     |     |     |     |
| Shamakhi          |     |     |     |     |     |     |     |     | —   |     |     |     |
| Sumgayit          |     |     |     |     |     |     |     |     |     | —   |     |     |
| Turan Tovuz       |     |     |     |     |     |     |     |     |     |     | —   |     |
| Zira              |     |     |     |     |     |     |     |     |     |     |     | —   |